# Баштевич
Баште́вич — село в Україні, в Хрустальненській міській громаді Ровеньківського району Луганської області. Населення становить 26 осіб. Орган місцевого самоврядування — Микитівська сільська рада.

## Населення
За даними перепису 2001 року населення села становило 26 осіб, з них 42,31% зазначили рідною українську мову, а 57,69% — російську.